# Posilovna

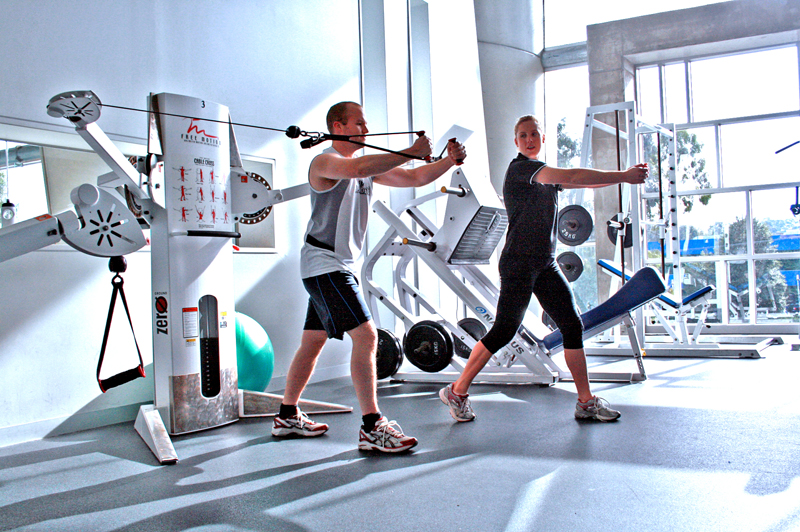

Posilovna neboli fitness centrum či fitcentrum (hovorově fitko, příp. posilka) je místo, kam chodí lidé, kteří chtějí posílit svou svalovou hmotu, redukovat svou tukovou hmotu, nebo kteří se chtějí seznámit. Kvalita posilovny se posuzuje podle vybavenosti, od nejmenších posiloven umístěných například v malých školkách, až po obrovské posilovny, které jsou ve fitcentru, kde se o vás postará školený odborník a zvolí vám váš osobní cvičební plán.

## Nářadí
V posilovně se nacházejí posilovací stroje, žebřiny na protahování a v mnohých také prostor pro prvotní rozehřátí svalstva (volná plocha pokrytá měkkým podkladem, nejčastěji žíněnkami). Ve většině posiloven jsou umístěna na stěnách velká zrcadla – která slouží zejm. ke kontrole správnosti provedení složitějších cviků (dřepy, výpady, mrtvý tah).